# 후쿠다이마에역
후쿠다이 앞 역(일본어: 福大前駅)은 일본 후쿠오카현 후쿠오카시 조난구 나나쿠마 8초메에 소재하는 후쿠오카 시 교통국 지하철 나나쿠마 선의 역이다. 역 번호는 N06이다.
역의 심벌 마크는 후쿠오카 대학의 응원가인 "나나쿠마 솔개"를 모티브로 하여 "학사모를 쓰고 있는 솔개"이다. 역 식별 색은 ■DIC-641로, 베후역, 지로마루 역과 공통이다.

## 역 구조
섬식 승강장 1면 2선의 지하역이다. 스크린도어가 설치되어 있다.

### 승강장
| 1 | ■나나쿠마 선 | 롯폰마쓰・야쿠인・덴진미나미 방면 |
| 2 | ■나나쿠마 선 | 하시모토 방면                     |

## 이용 상황
2015년도의 1일 평균 승차 인원은 6,360명이다. 나나쿠마 선의 역에서는 덴진미나미 역, 야쿠인역에 이어 3위이다.
개통 이후 1일 평균 승차 인원의 추이는 아래 표와 같다.
| 연도   | 1일 평균 승차 인원 |
| ------ | ------------------ |
| 2004년 | 3,262              |
| 2005년 | 3,766              |
| 2006년 | 4,463              |
| 2007년 | 5,013              |
| 2008년 | 5,397              |
| 2009년 | 5,581              |
| 2010년 | 5,764              |
| 2011년 | 6,229              |
| 2012년 | 6,064              |
| 2013년 | 6,095              |
| 2014년 | 6,313              |
| 2015년 | 6,360              |

## 역 주변
후쿠오카 대학과 후쿠오카 대학 병원 사이로 시도 도리카이우메바야시 선의 아래에 위치하고 있다. 후쿠오카 대학 정문의 근처역이다.
니시테쓰 버스 "후쿠다이마에" 버스 정류장과는 전혀 다른 위치에 있다. 후쿠다이 앞 역은 대학 부지의 서쪽에 위치하고 있지만 후쿠다이마에 버스 정류장은 대학 부지의 동쪽에 위치한다. 당역에서 가장 가까운 버스 정류장은 "후쿠다이 정문 앞"이다.
- 후쿠오카 대학
- 후쿠오카 대학 병원
- 세이메이 병원
- 후쿠오카 시립 가타에 초등학교
- 니시테쓰 가타에 자동차 영업소

## 역사
- 2005년 2월 3일: 영업 개시.
- 2011년 1월 4일: 후쿠오카 대학 병원의 새로운 진료동의 건물이 완성됨과 동시에 역과 병원이 직결됨.

## 인접역
| 후쿠오카 시 교통국 ■ 지하철 나나쿠마 선 | 후쿠오카 시 교통국 ■ 지하철 나나쿠마 선 | 후쿠오카 시 교통국 ■ 지하철 나나쿠마 선 |
| --------------------------------------- | --------------------------------------- | --------------------------------------- |
| N05 우메바야시 하시모토 방면            |                                         | 나나쿠마 N07 덴진미나미 방면            |